# توماس إس. كيسي
توماس إس. كيسي (بالإنجليزية: Thomas S. Casey)‏ هو سياسي أمريكي، ولد في 6 أبريل 1832، وتوفي في 1 مارس 1891. انتخب عضو مجلس نواب إلينوي.